# Перевозное (Ленинградская область)
Перевозное (до 1948 года Куукауппи, фин. Kuukauppi) — упразднённый посёлок на территории Каменногорского городского поселения Выборгского района Ленинградской области.

## Название
Топоним Куукауппи происходит от родового имени.
Зимой 1948 года деревне Куукауппи было присвоено название Перевоз с обоснованием: «по географическим условиями и, кроме того, ранее здесь существовал перевоз». 
Переименование в форме «Перевозная» было закреплено указом Президиума ВС РСФСР от 13 января 1949 года.

## История

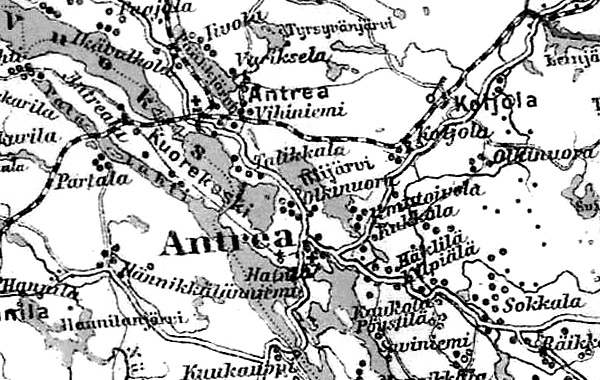
Деревня Куукауппи на финской карте 1923 года

До 1939 года деревня Куукауппи входила в состав волости Антреа Выборгской губернии Финляндской республики.
С 1 января 1940 года — в составе Карело-Финской ССР.
С 1 июля 1941 года по 31 мая 1944 года финская оккупация.
С 1 ноября 1944 года — в составе Антреаского сельсовета Яскинского района.
С 1 октября 1948 года — в составе Красносокольского сельсовета Лесогорского района.
С 1 января 1949 года учитывается административными данными, как деревня Перевозное.
С 1 декабря 1960 года — в составе Выборгского района.
По данным 1966 года посёлок Перевозное находился в составе Красносокольского сельсовета.
Согласно административным данным 1973 года посёлок Перевозное в составе Выборгского района не значился.
В настоящее время — урочище Перевозное.

## География
Посёлок расположен в северо-восточной части района на автодороге 41К-185 (Комсомольское — Приозерск).
Расстояние до ближайшей железнодорожной станции Бородинское — 8 км.
Посёлок находится на обеих берегах реки Вуокса.
В 1939 году построен металлический мост через Вуоксу. После постройки в 2002 году параллельно со старым нового шоссейного моста не используется.